# アグフア・ゲバルト
アグフア・ゲバルト株式会社（オランダ語: Agfa-Gevaert NV）は、印刷機材、医療機器、マイクロフィルム、ポリエステルなどを製造するベルギーおよびドイツの企業である。元来は写真用品を製造する企業であったが、すでに撤退した。本社所在地はモルツェルである。
1981年から1999年まではドイツの総合化学薬品メーカーであるバイエルの子会社であった。
2004年以降の写真事業 ⇒ アグファフォト・ホールディング

## アグフア・ゲバルトの成立

### アグフア
アグフアは1867年にドイツ・ベルリンで作曲家であるフェリックス・メンデルスゾーンの息子、パウル・メンデルスゾーン・バルトルディとカール・アレクサンダー・フォン・マルティウスの2人が創業した化学薬品メーカーである。名前の由来は「アニリン製造株式会社」（Aktien gesellschaft für Anillinfabrikation）の頭文字を採ったもの。
1892年に発売された希釈式現像液ロジナールが好評で、2007年までの実に115年販売されるロングセラーとなった。ロジナールは現在、2003年に新たに設立されたアドックスがアグファの最新のレシピに基づいてリメイクした『ADOX RODINAL』を製造しているほか、旧東ドイツのORWOが製造していたロジナール『ORWO R09』を、1950年代のレシピに基づいてリメイクした『ADOX APH-09』を製造している。またロジナールの特許が既に切れていることから、『R09』銘でアグファのレシピに基づいて製造している会社があり、ネット上にはロジナールを自家調合する為の方法を公開した動画やサイトが存在する。
1925年リーチェルを合併してフィルム式カメラも製造販売に乗り出した。
1936年に現在ポジフィルムとして一般的な方式となっている多層発色内式反転フィルムとして世界初のアグフアカラー・ノイを発売、世界初のネガカラーフィルムプロセスを開発し、1939年にはネガカラーフィルムプロセスによるアグファカラーネガフィルムを販売するなどカラーフィルム開発にも大きな足跡を残している。
かつて、同じドイツの同業者であるBASFのOEMでカセットテープを販売しており、磁気媒体部門は後にOEMを受けていたBASFと合併した。

### ゲバルト
ゲバルトは、正式名称ゲヴァルト写真製造（オランダ語: Gevaert Photo-Producten N.V.）は、1894年にベルギー・アントウェルペンで「リーヴェン・ゲヴァルト商会」（フランス語: Lieven Gevaert et Cie.）として創業した印画紙メーカーである。「ゲバフィルム」等の映画用フィルムや、少数ながらカメラも製造していた。名前の由来は創業者であるリーベン・ゲバルト（リーフェン・ヘファールト）から。

### 事業統合
アグフアとゲバルトは1964年に事業統合してアグフア・ゲバルトが誕生し、世界第3位の写真フィルムメーカーとなった。事実上の合併であるが、ベルギーで外国企業との合併が禁止されていたため、ドイツとベルギーでそれぞれ「アグフア・ゲバルト」を設立する形を採った。

### オフセットソリューションズ事業の譲渡
アグフア・ゲバルトグループがAURELIUS（アウレリウス）グループにオフセットソリューションズ事業の譲渡に関する株式売買契約を締結し2023年4月6日よりAgfa Offset（アグフア オフセット）からECO3（エコスリー）に社名変更した。

## 写真事業の衰退
1983年にカメラ事業から撤退した。以後のアグフアブランドのカメラは全てOEM供給を受けている。
デジタルカメラの普及で販売額が減少し、2004年11月アグフア・ゲバルト幹部社員らが設立した別会社アグフアフォト（Agfa Photo）にフィルム部門を売却、撤退した。アグフアフォトはアグフア・ゲバルトから商標を借り受けてアグフアブランドのフィルムの生産を続行していたが、2005年5月27日に破産申請を行った。
その後、ドイツの社がアグフアブランドのモノクロフィルム・印画紙事業を引き継いだほか、ドイツのがアグフアフォトブランドのフィルムやメモリカードを発売している。また日本ではSuperHeadzブランドでロモLC-Aやホルガを販売しているパワーショベルがLUPUS IMAGING & MEDIAと業務提携を締結、日本でのアグフアブランドの日本総代理店となり、35mmフィルムの販売や、本国では生産されていない110/120フィルムを独自に再生産することを発表している。名前だけが「アグファフォト」と残るが、中身はモノクロがドイツのマコ、ビスタはイタリアのフェッラーニアのOEMである。発表後120フィルム発売は白紙になった。
さらに「アグフアフォト」ブランドのデジタルカメラを日本のエグゼモードが販売していた。

## 日本法人
日本アグフア・ゲバルト株式会社（にほんアグフア・ゲバルト）は、1950年（昭和25年）12月27日に設立されたアグフア・ゲバルトの日本法人である。

### 略歴・概要
1925年（大正14年）、写真機・写真フィルム等の輸入販売のためにアグフア合名会社が設立されたのが、日本法人の最初である。それ以前は、各社が代理権を更新していた。
現在の日本法人の前身は、1950年（昭和25年）設立の日独通商株式会社（にちどくつうしょう）である。初代社長は増谷麟、1956年（昭和31年）まで同職を務めた。1958年（昭和33年）には、アグフアが60%出資し、日独通商が日本アグフア株式会社（にほんアグフア）と改称した。同年に製作・公開された日本映画『彼岸花』では、監督の小津安二郎が自らの初めてのカラー映画に対し、「アグフアカラー」をチョイス、以降、遺作の『秋刀魚の味』（1963年）までの6作を、アグフアカラーで撮影した。
前年の合併によるアグフア・ゲバルト成立を受けて、1965年（昭和40年）には、現社名に改称している。  
1990年（平成2年）、コパル（現在の日本電産コパル）との合弁会社アグフア・コパル株式会社を設立している。1999年（平成11年）、アグフア・ゲバルトが上場し、日本法人は日本のバイエル・グループから離脱した。それを機に、日本法人の代表が、ウォルター・ストーク（1987年 - 1999年8月）からイングバート・シュミッツ（1999年9月 - ）に交代した。
日本でのアグフアの一般への知名度は高くはなかったが、ダイエーなどのスーパーマーケットによるプライベートブランド商品へのOEM供給を盛んに行っていた時期がある。1993年（平成5年）にはゼロだったシェアを、ダイエーのプライベートブランド商品を手がけた翌1994年（平成6年）には、僅か1年で5%にまで伸ばしたという。ダイエーへのOEM供給契約が終わると再びシェアが低迷したため、2001年（平成13年）には、定価100円で販売されるべく大創産業（ダイソー）に24枚撮りフィルム製品を供給、前年1.5%に落ちたシェアを3%に伸ばそうと試みた。
2004年（平成16年）のアグフア・ゲバルトの消費者イメージング事業の売却以降は、写真に関する事業は行っていない。ダイソーの写真フィルムもコダックに切り替わり、2007年（平成19年）以降流通しているアグファブランドの写真フィルムは、アグファフォトのものであり、同社の製品は扱っていない。当時の代表はフィリックス・ステューダー、2007年3月末で退任し、翌4月1日に松石浩行が社長に就任。2019年1月1日に岡本勝弘が社長に就任した。

### 社名変更
2023年にオフセットソリューションズ事業をアウレリウスへの事業譲渡したことに伴い、日本アグフア・ゲバルト株式会社からエコスリージャパン株式会社に社名変更した。

### 歴代社長
- 増谷麟（1950年 - 1956年、日独通商）
- ウォルター・ストーク（1987年 - 1999年8月）[9]
- イングバート・シュミッツ（1999年9月 - ）[9]
- フレディー・デュフェレール（ - 2005年12月）[13]
- フィリックス・ステューダー（2006年1月 - 2007年3月）[11][13]
- 松石浩行（2007年4月 - 2018年12月 ）[11]
- 岡本勝弘（2019年1月 -）[14]